# Arcieparchia di Beirut dei Maroniti
L'arcieparchia di Beirut dei Maroniti (in latino Archieparchia Berytensis Maronitarum) è una sede della Chiesa maronita in Libano. Nel 2022 contava 266.000 battezzati. È retta dall'arcieparca Paul Abdel Sater.

## Territorio
L'arcieparchia comprende il governatorato di Beirut e la parte centrale del governatorato del Monte Libano.
Sede arcieparchiale è la città di Beirut, dove si trova la cattedrale di San Giorgio.
Il territorio è suddiviso in 130 parrocchie.

## Storia
La presenza di una consistente comunità maronita a Beirut risale all'epoca delle Crociate, come testimoniato da Guglielmo di Tiro. Con la partenza dei crociati, la comunità dovette per forza di cose decrescere. Primo vescovo conosciuto è Youssef, menzionato nel 1577 negli Annali del patriarca Estephan Boutros El Douaihy. Tuttavia la cronologia dei vescovi maroniti di Beirut per i tempi passati è troppo lacunosa per poter affermare con certezza che Youssef ne sia stato il primo.
Dopo di lui passa almeno un secolo prima di trovare il nome di un altro vescovo, Youssef di Damasco (as-Sami, 1691). Da questo momento la serie episcopale è regolare e senza interruzioni fino ad oggi. Tra i vescovi successivi merita una particolare menzione Abdallah Qara'ali, fondatore dell'Ordine Libanese Maronita, giurista di fama, che svolse un ruolo importante nel sinodo maronita del Monte Libano del 1736. In questo sinodo furono stabilite canonicamente le sedi episcopali maronite, fra cui anche quella di Beirut.
La residenza dei vescovi non era la città, ma il monastero di San Giovanni di Qataleh. Solo a partire da Peter Abu Karam i vescovi cominciarono a risiedere stabilmente a Beirut. Questo favorì lo sviluppo della comunità maronita che in pochi anni (1850-1870) passò da 3.000 a 15.000 fedeli.
Il vescovo Toubia Aoun ebbe difficoltà a prendere possesso della sua sede per l'opposizione di una parte della popolazione maronita, che sosteneva un candidato che aspirava a diventare vescovo di Beirut, Nicolas Murad, il quale alla fine si convinse ad abbandonare il suo progetto. Aoun prese finalmente possesso della cattedra il 10 giugno 1847. Si deve a lui l'inizio della costruzione del palazzo arciepiscopale, che fu ultimata dal suo successore Yusuf Dibs. Questi ricostruì la cattedrale di San Giorgio, nelle forme che vediamo oggi, ed aprì un seminario minore.
Il vescovo Pierre Chebly, formatosi in Francia dove aveva passato gran parte della sua giovinezza, durante la prima guerra mondiale fu esiliato dai Turchi ad Adana dove morì.
L'arcieparchia è una delle più popolose fra quelle delle Chiesa maronita.

## Cronotassi dei vescovi
Si omettono i periodi di sede vacante non superiori ai 2 anni o non storicamente accertati.
- Youssef † (1577 - ?)
- Youssef as-Sami † (27 gennaio 1691 - 1698 dimesso)
- Georges Khairallah Istifan † (1698 - 1716 dimesso)
- Abdallah Qara'ali (Aqraoli), O.L.M. † (17 settembre 1716 consacrato - 6 gennaio 1742 deceduto)
- Youhanna Estephan (Istifan) † (1743 - 1754 dimesso)
- Youssef Estephan † (1754 - 6 aprile 1767 confermato patriarca di Antiochia)
- Atanasio Aelcheniei † (1768 - 1778 deceduto)
- Michael Fadel † (1779[2] - 20 settembre 1793 eletto patriarca di Antiochia)
  - Geremia Najim † (11 novembre 1779 - 8 giugno 1802 deceduto)
- Michael Fadel II † (27 giugno 1796 confermato[3] - 2 giugno 1819 deceduto)
- Peter Abu Karam † (28 novembre 1819 - 15 gennaio 1844 deceduto)
- Toubia Aoun † (31 dicembre 1844 - 4 aprile 1871 deceduto)[4]
- Yusuf Dibs † (11 febbraio 1872 - 4 ottobre 1907 deceduto)
- Pierre Chebly (Sebly) † (14 febbraio 1908 - 30 maggio 1917 deceduto)
- Ignace Mobarak † (23 febbraio 1919 - 20 gennaio 1952 dimesso)
- Ignace Ziadé † (26 gennaio 1952 - 4 aprile 1986 ritirato)
- Khalil Abi-Nader † (4 aprile 1986 - 8 giugno 1996 ritirato)
- Paul Youssef Matar (8 giugno 1996 - 15 giugno 2019 ritirato)
- Paul Abdel Sater, dal 15 giugno 2019

## Statistiche
L'arcieparchia nel 2022 contava 266.000 battezzati.
| anno | popolazione | popolazione | popolazione | presbiteri | presbiteri | presbiteri | presbiteri                | diaconi | religiosi | religiosi | parrocchie |
| anno | battezzati  | totale      | %           | numero     | secolari   | regolari   | battezzati per presbitero | diaconi | uomini    | donne     | parrocchie |
| ---- | ----------- | ----------- | ----------- | ---------- | ---------- | ---------- | ------------------------- | ------- | --------- | --------- | ---------- |
| 1950 | 130.000     | 400.000     | 32,5        | 129        | 129        |            | 1.007                     |         | 80        | 40        | 120        |
| 1959 | 155.000     | 495.000     | 31,3        | 143        | 121        | 22         | 1.083                     |         | 118       | 174       | 112        |
| 1970 | 175.000     | 1.200.000   | 14,6        | 166        | 112        | 54         | 1.054                     |         | 54        | 197       | 112        |
| 1980 | 214.422     | ?           | ?           | 165        | 93         | 72         | 1.299                     |         | 75        | 168       | 116        |
| 1990 | 250.000     | ?           | ?           | 126        | 91         | 35         | 1.984                     |         | 35        | 175       | 116        |
| 1999 | 200.000     | ?           | ?           | 135        | 104        | 31         | 1.481                     | 1       | 31        | 160       | 121        |
| 2000 | 200.000     | ?           | ?           | 129        | 97         | 32         | 1.550                     | 1       | 83        | 165       | 127        |
| 2001 | 200.000     | ?           | ?           | 146        | 97         | 49         | 1.369                     |         | 49        | 165       | 122        |
| 2002 | 218.252     | ?           | ?           | 163        | 115        | 48         | 1.338                     |         | 48        | 155       | 124        |
| 2003 | 236.235     | ?           | ?           | 162        | 115        | 47         | 1.458                     | 1       | 47        | 177       | 125        |
| 2004 | 236.000     | ?           | ?           | 165        | 114        | 51         | 1.430                     |         | 51        | 175       | 124        |
| 2006 | 240.000     | ?           | ?           | 163        | 131        | 32         | 1.472                     |         | 32        | 169       | 127        |
| 2009 | 237.536     | ?           | ?           | 156        | 126        | 30         | 1.522                     |         | 30        | 169       | 127        |
| 2012 | 232.000     | ?           | ?           | 163        | 128        | 35         | 1.423                     |         | 35        | 169       | 127        |
| 2015 | 223.000     | ?           | ?           | 149        | 126        | 23         | 1.496                     |         | 23        | 169       | 129        |
| 2018 | 281.000     | ?           | ?           | 152        | 119        | 33         | 1.848                     | 1       | 33        | ?         | 129        |
| 2020 | 280.000     | ?           | ?           | 163        | 130        | 33         | 1.717                     | 1       | 33        | ?         | 129        |
| 2022 | 266.000     | ?           | ?           | 164        | 131        | 33         | 1.621                     | 2       | 33        | ?         | 130        |